# Lucio Mussio Emiliano
Lucio Mussio Emiliano (latino: Lucius Mussius Aemilianus signo Aegippus; ... – 262) fu un usurpatore che si ribellò contro l'imperatore romano Gallieno.

## Biografia
Di origine italica e di rango equestre, Emiliano fece una rapida carriera sotto gli imperatori Filippo l'Arabo (244-249), Valeriano (253-260) e Gallieno: fu prima praefectus vehiculorum trium provinciarum Galliarum, poi procurator Alexandreae Pelusi Paraetoni, poi procurator portus utriusque Ostiae nel 247, viceprefetto della provincia di Aegyptus alla fine degli anni 250, e infine prefetto d'Aegyptus dal 256/257 al 261. È ricordato da Eusebio di Cesarea come l'esecutore delle disposizioni di Valeriano contro i cristiani, tra cui Dionisio di Alessandria.
Emiliano sostenne la ribellione dei Macriani nelle province orientali contro Gallieno, che si trovava in occidente, in occasione della cattura da parte dei Sasanidi di Valeriano (260). Quando i Macriani furono sconfitti, Emiliano, ormai compromesso con gli usurpatori, non ebbe altra scelta che ribellarsi a sua volta, forse assumendo la porpora. Il controllo dell'Egitto era fondamentale, in quanto il paese era il granaio di Roma e dell'impero, e molte province dipendevano dai rifornimenti di grano egiziano: non sorprende quindi che la Historia Augusta riferisca che Emiliano attaccò i granai imperiali, portando alla fame molte città. Gallieno, però, inviò in Oriente un suo generale, Aurelio Teodoto, il quale sconfisse Emiliano prima del 30 marzo 262: Emiliano, preso prigioniero, fu poi giustiziato. Memor, forse un sostenitore di Emiliano, tentò di organizzare una resistenza, ma fu immediatamente ucciso.